# Francisco Javier García Arnáiz

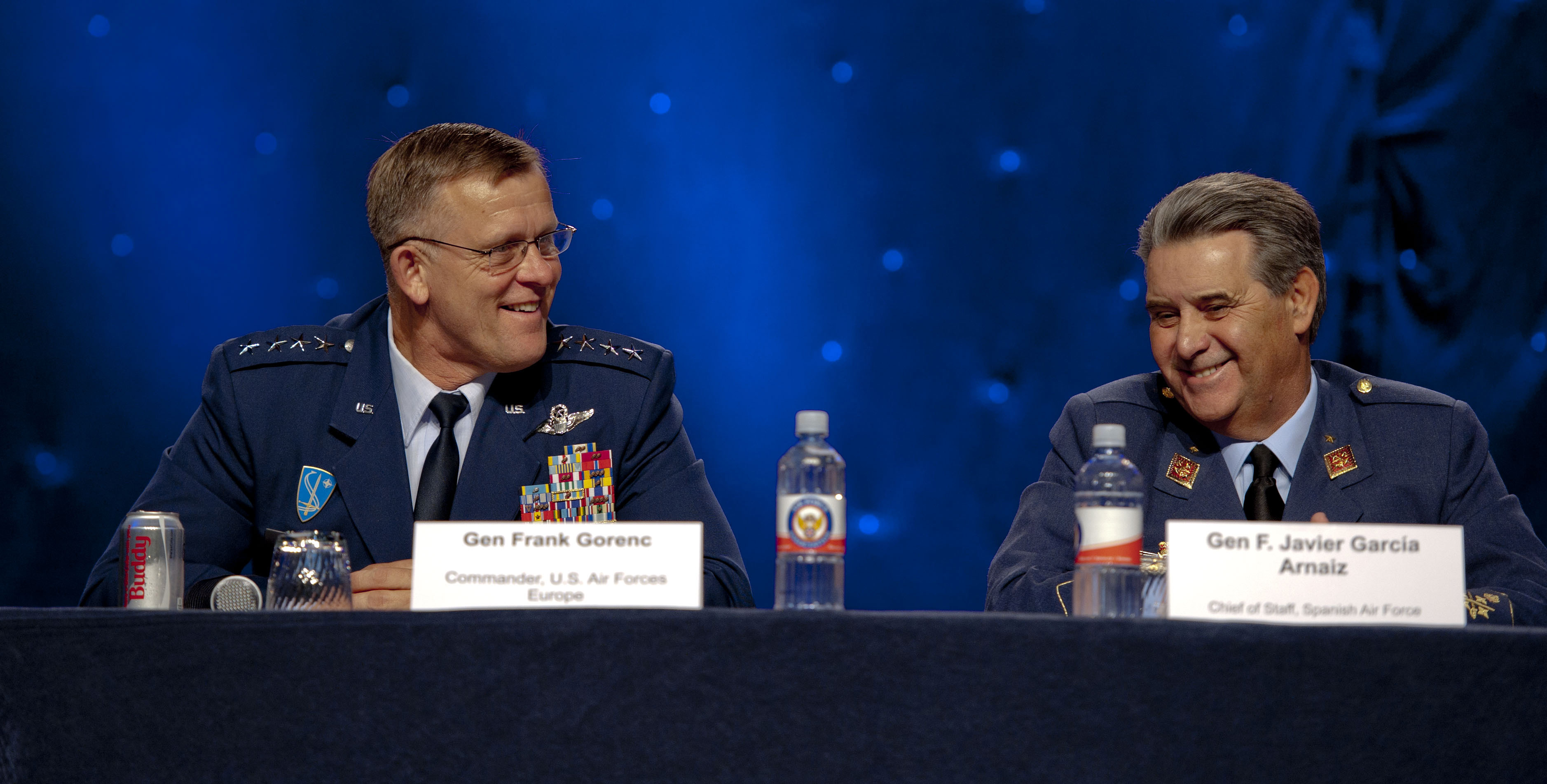
El Gal. García Arnáiz (dcha.) durante una conferencia en Washington.

Francisco Javier García Arnáiz (Madrid, 4 de diciembre de 1954) es un general español perteneciente al Ejército del Aire del que ostentó la jefatura de su Estado Mayor desde el 28 de julio de 2012 hasta el 1 de abril de 2017. Piloto de guerra, también ha recibido instrucción como controlador aéreo avanzado (FAC), piloto de transporte y vuelo básico. Ha sido instructor de vuelo de cazas F-18 y cuenta con la Diplomatura de Estado Mayor. En el extranjero ha realizado los cursos NATO Defence College Senior Course y el de Seguridad de Vuelo de los Estados Unidos.

## Biografía
Francisco Javier García Arnáiz se crio y cursó estudios en la ciudad de Madrid. Ingresó en el Ejército del Aire en el año 1972, fue alumno de la XXVIII promoción de la Academia General del Aire, alcanzando el empleo de teniente en 1976 y completando su formación como piloto de guerra en la Escuela de Polimotores. Obtuvo su primer destino en el Ala 12, una de las unidades principales del Mando Aéreo de Combate (MACOM) del Ejército del Aire situada en localidad madrileña de Torrejón de Ardoz, que le permitió alcanzar el empleo de capitán en el año 1979. Posteriormente estuvo destinado en varios destinos operativos en la antes citada Ala 12, en Ala 15, situada en Zaragoza (donde ascendió a teniente coronel) y en el Ala 21 en Morón de la Frontera, provincia de Sevilla. Entre 1993 y 1995 formó parte de los efectivos asignados al Cuartel General del Mando Aéreo Operativo. En el año 2000, ya como coronel, accedió a la jefatura del Ala 12. 
Convertido en oficial de Estado Mayor, ocupó varios puestos en el Gabinete del Jefe de Estado Mayor y en el Estado Mayor del Ejército del Aire, dedicado a actividades de preparación de la Fuerza de la rama aérea de las Fuerzas Armadas. En 2006, durante algunos meses, fue jefe de la Base de Apoyo Avanzado en Herat (Afganistán). Entre 2007 y 2010 fue Adjunto al Representante Militar ante el Comité Militar de la OTAN y Adjunto al Representante Militar ante el Comité Militar de la Unión Europea. En 2007 fue nombrado general de brigada y dos años más tarde general de división, siendo designado segundo jefe de Estado Mayor del Ejército del Aire. El 28 de julio de 2012 recibió el mando del Ejército del Aire, tomando posesión del mismo el 31 de julio. El 1 de abril de 2017 fue relevado de esta jefatura por el teniente general Javier Salto, director del Gabinete Técnico de la Ministra de Defensa. Asistió a la ceremonia de toma de posesión de su sucesor,  celebrada el 3 de abril. Francisco Javier García Arnáiz está casado y es padre de un hijo y una hija.

## Antecedentes Militares
- 1972: Academia General del Aire
- 1975: Alférez
- 1976: Teniente
- 1982: Capitán
- 1987: Comandante
- 1993: Teniente Coronel
- 1998: Coronel
- 2007: General de Brigada
- 2009: General de División
- 2011: Teniente General
- 2014: General del Aire

## Condecoraciones
- Gran Cruz al Mérito Aeronáutico. distintivo blanco (2008)
- Gran Cruz de la Real y Militar Orden de San Hermenegildo. (2008)
- Gran Cruz de la Orden del Mérito de la Guardia Civil. (2014)
- Cruz al Mérito Aeronáutico. distintivo blanco (5 veces) (2015)
- Placa de la Real y Militar Orden de San Hermenegildo.
- Encomienda de la Real y Militar Orden de San Hermenegildo.
- Cruz de la Real y Militar Orden de San Hermenegildo.
- Cruz de la Orden del Mérito de la Guardia Civil. distintivo blanco
- Medalla de Plata al Mérito Policial.
- Medalla de las Naciones Unidas (UNPROFOR).
- Medalla OTAN (Antigua Yugoslavia).
- Medalla OTAN (No artículo 5 'ISAF').
- Gran Cruz de la Medalla al Mérito Militar de la República Portuguesa.
- Medalla al Mérito Santos Dumont de la República Federativa de Brasil.
- Medalla Cruz Centenario Aviación Militar de la República de Chile.
- Oficial y Caballero de la Legión de Honor de la República Francesa.
- Gran Oficial de la Medalla Mérito Aeronáutico de la República Oriental de Uruguay.[5]

Distintivos
- Distintivo de Piloto (Ejército del Aire).
- Distintivo del Curso de Estado Mayor del Ejército del Aire.
- Mérito por Operaciones de Mantenimiento de la Paz.
- Curso NADEFCOL (Colegio de Defensa de la OTAN en Roma).
- Distintivo de Permanencia destinado en el Estado Mayor de la Defensa (EMAD).

| Predecesor: José Jiménez Ruiz | Jefe de Estado Mayor del Ejército del Aire 28 de julio de 2012 - 1 de abril de 2017 | Sucesor: Javier Salto |